# La captura del bandido “Maragato” por fray Pedro de Zaldivia
La captura del bandido “Maragato” por fray Pedro de Zaldivia, conocido también como Fray Pedro de Zaldivia y el bandido Maragato, o El Maragato, haciendo referencia al gentilicio de Maragatería, comarca de León, fue un conjunto de seis cuadros pintados por Goya hacia el año 1806, y que representan la historia de un famoso bandido de la época conocido como "El Maragato", y su intento fallido de atracar a Fray Pedro de Zaldivia. Mediante la técnica del óleo y teniendo en cuenta la simplicidad en cuanto a detalles, Goya trata de ejemplificar la simpleza de la vida en aquellos tiempos.

## Argumento de la obra
La obra trata del intento de atraco por parte del bandido Maragato a Fray Pedro de Zaldivia, al que se supone, quiere quitar sus zapatos. El fraile se niega, y resistiéndose a las amenazas del bandido, sujeta su rifle, consigue descargarlo (eran de un solo tiro en aquella época), y posteriormente arrebatárselo, por lo que consigue golpearle con la culata del mismo, y más tarde, apresarle.